# 茶谱 (顾元庆)
《茶谱》（明）钱椿年著于嘉靖十八年（1539年），顾元庆于嘉靖二十年15删校。全书共9节：
- 茶略
- 茶品
- 艺茶
- 采茶 一芽二叶
- 藏茶 收藏时用箬叶包裹，两三天焙一次，温度同人体温。
- 制茶诸法
  - 橙茶、莲花茶、茉莉花茶、玫瑰花茶等的制法。
- 煎茶四要：择水，洗茶，侯汤，择瓶。
- 点茶三要：洗涤器，熁盏，择果。
- 茶效。止咳，利水道，明目，除烦。